# PPD (samopal)
Děgťarjov PPD byl sovětský samopal zkonstruovaný Vasilijem Děgťarjovem. Jeho počátky spadají do roku 1934. První zkušební dodávky samopalů pro sovětská vojska se uskutečnily v roce 1935, přičemž se jednalo o několik kusů. Do konce roku 1936 bylo vyrobeno pouze 67 exemplářů. Větší sériová výroba započala až roku 1937, do roku 1939 bylo vyrobeno 4100 kusů vzoru PPD-34/38. Roku 1940 se rozjela výroba zmodernizovaného typu PPD-40, který byl vyráběn do roku 1942 v počtu asi 80 tisíc kusů.

## Konstrukce
Samopal Děgťarjov vzor 1934 má neuzamčený závěr, zakřivený zásobník na 25 nábojů, plášť hlavně je opatřen ventilačními otvory. Přepínač režimu střelby je umístěn před jazýčkem spouště. Pojistka na napínací páce může blokovat závěr v přední i zadní poloze. Sektorové hledí je nastavitelné do 500 m. Modifikace PPD-40 umožňuje použití velkokapacitního bubnového zásobníku na 71 nábojů.

## Varianty
- PPD-34 první verze přijata do výzbroje v malém množství, zásobník na 35 nábojů
- PPD-34/38 modernizace která používá zásobník na 35 nábojů nebo bubnový na 71 nábojů
- PPD-40 modernizace samopalu vychází z Suomi m/1931

## Služba
Samopal Děgtarjov vzor 1934 (PPD-34) byl přijat do výzbroje v roce 1935 pouze v omezeném počtu. Ačkoliv roku 1938 vznikl modernizovaný vzor PPD-34/38 v roce 1939 byla výroba úplně zastavena. Teprve po zkušenostech s finskými samopaly Suomi m/1931 byla roku 1940 znovu obnovena a modifikace PPD-40 byla vyráběna až do roku 1941. Většina těchto zbraní byla ztracena v průběhu počáteční fáze německého útoku, ale omezený počet jich sloužil ještě v pozdějším období.

## Uživatelé
- Albánie[3]

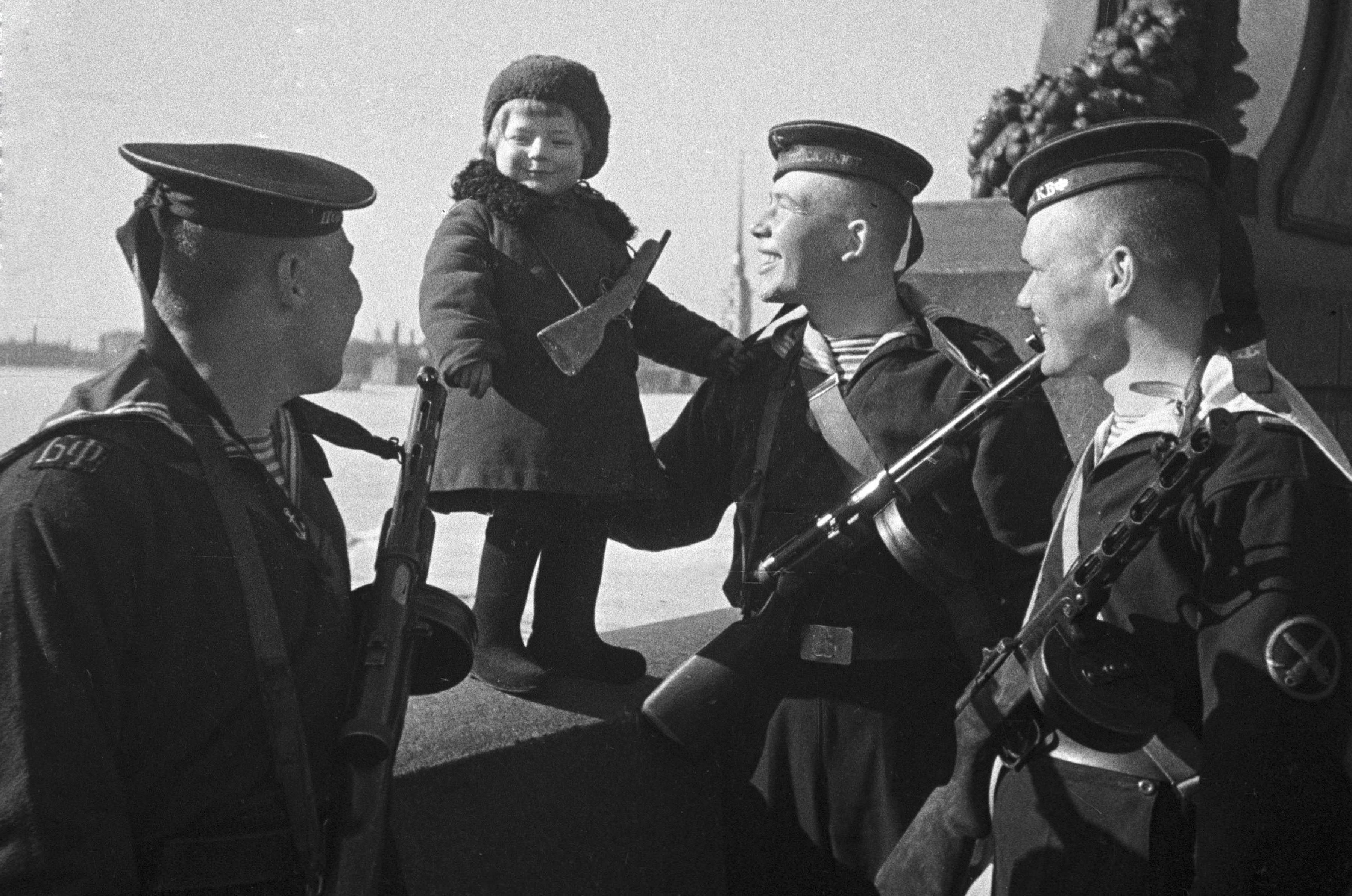
Námořníci Baltské flotily vyzbrojení PPD-40 (dva vlevo) a PPŠ-41 (zcela vpravo) v květnu 1943.

- Čínská republika: Během druhé čínsko-japonské války obdržela 3 000 ks.
- Finsko[4][5]
- Německá říše: Ukořistěné PPD-34/38 označené jako Maschinenpistole 716(r). Ukořistěné PPD-40 označené jako Maschinenpistole 715(r).
- Polsko
- Libanonské síly
- Severní Korea
- Hukbalahap
- Slovensko: Používaný slovenskými silami na východní frontě.[6]
- Sovětský svaz
- Španělská republika: Použití PPD-34/38 španělskou republikánskou armádou během španělské občanské války.[7][8]
- Jugoslávie: 5000 bylo dodáno ze Sovětského svazu v letech 1944-1945.[9]